# Moritz Momme Nissen
Moritz Momme Nissen (* 17. Februar 1822 in Stedesand; † 29. Dezember 1902 in Sünderup) war ein nordfriesischer Küster und Lehrer, Dichter und Sprachforscher im Bereich der nordfriesischen Literatur.

## Leben
Moritz Momme Nissen war der Sohn eines Landwirts und ein entfernter Verwandter von Friedrich Paulsen. Nach mehreren Jahren als Hilfslehrer und einer dreijährigen Ausbildung am Lehrerseminar in Tondern war Nissen Lehrer in Brunsbüttel, Kiel, Gammendorf auf Fehmarn und ab 1858 Lehrer und Küster in Nebel auf Amrum. Der dortige Pastor Lorenz Friedrich Mechlenburg (1799–1875), der sich in jüngeren Jahren ebenfalls intensiv mit der friesischen Sprache, besonders dem Öömrang, beschäftigt hatte, hatte ihm diese Stelle verschafft und ihn zur Verfassung eines mehrere nordfriesische Dialekte umfassendes Wörterbuch angeregt. Neben Mechlenburg förderte vor allem die bereits aus seiner Kieler Zeit datierende Bekanntschaft mit Knut Jungbohn Clement Nissens Interesse am Friesentum und der friesischen Sprache, dem er sein ganzes Leben widmete. 1865 wurde Nissen Lehrer und Küster in seinem Heimatort Stedesand.
Nachdem er bereits 1873 die Gründung eines Vereins zur Förderung der friesischen Sprache angeregt hatte, gehörte er 1879 zu den ersten Mitglieder des friesischen Vereins in Niebüll. 1888 wurde er pensioniert. Zu diesem Anlass wurde ihm der Adler-Hausorden der Hohenzollern verliehen. Er blieb aber noch bis 1892 als Küster in Stedesand. Enttäuscht von der mangelnden Anerkennung seines Werks bei seinen Landsleute und dem Scheitern seiner Bemühungen, die Nordfriesen für ihre eigene Sprache zu begeistern, zog er schließlich nach Angeln, wo er verarmt starb. Seine Witwe und seine Tochter mussten im Armenhaus leben.

## Werk
Nissen gilt als Schöpfer des wohl „umfangreichsten und bedeutendsten Werk“ zur nordfriesischen Sprache. Eine Zusammenstellung friesischer Sprichwörter, De fréske Findling, dat sen fréske Sprékkwurde önt Karhirdinge, withinge, amringe, breklinge, mourange, sellange, hatsinge, westfréske an engelske Reth, brachte er 1873–83 im Selbstverlag heraus. Zudem verfasste er zahlreiche Gedichte vor allem im heute fast ausgestorbenen Karrharder Friesisch, die er in der Sammlung De freske Sjemstin („Der friesische Spiegel“) veröffentlichte. Ein weiterer Gedichtband Di Makker tu di freske Sjemstin („Der Genosse des friesischen Spiegels“) und etliche Theaterstücke blieben allerdings ungedruckt, ebenso das  Epos Hengist, in dem Nissen die angelsächsische Landnahme Englands um die Fürsten Hengist und Horsa den Friesen zuschrieb und den Ausgangspunkt ihrer Eroberungsfahrt nach Nordfriesland verlegte. Außerdem verfasste er einige sprachwissenschaftliche Artikel für die Zeitschrift Am Urds-Brunnen.
Nissens wichtigstes Werk ist das sechsbändige Nordfrisische Wörterbuch in mehreren Dialekten Nordfrislands, das er auf sich allein gestellt während 40 Jahren erarbeitete und 1889 abschloss. Nissens Wörterbuch, das fast 10.000 Stichwortartikel über 3000 Manuskriptseiten umfasst und zudem eine 160-seitige Grammatik enthält, weicht vom gewöhnlichen Lexikonstil ab, weil das Wortmaterial zunächst – ausgehend von Nissens eigener Karrharder Mundart – nach Stammvokalen und erst dann alphabetisch geordnet ist. Dabei sind bis zum 14 Dialekte berücksichtigt. Das Wörterbuch wurde jedoch nie veröffentlicht, weil ein Universitätsgutachten der Kieler Universität den Wert des unkonventionellen Werks eines einfachen Schulmeisters verkannte. Der Grund der Ablehnung lag darin, dass Nissen Friesisch für die urgermanische Sprache hielt und deshalb in großer Zahl Lehn- und Fremdwörter aufgenommen hatte. Dabei ist Nissens Wörterbuch bis heute das umfassendste gesamtnordfriesische Wörterbuch und eine wichtige Quelle für den nordfriesischen Sprachgebrauch des 19. Jahrhunderts und besonders für inzwischen ausgestorbene friesische Dialekte. Es befindet sich heute wie seine anderen handschriftlichen Werke in der Universitätsbibliothek Kiel.